# プリミエーロ・サン・マルティーノ・ディ・カストロッツァ
プリミエーロ・サン・マルティーノ・ディ・カストロッツァ（イタリア語: Primiero San Martino di Castrozza）は、イタリア共和国トレンティーノ＝アルト・アディジェ州トレント自治県にある、人口約5,400人の基礎自治体（コムーネ）。
2016年1月1日にフィエーラ・ディ・プリミエーロ、シロール、トナディーコとトランサックアが合併して発足した。

## 地理

### 位置・広がり

#### 隣接コムーネ
隣接するコムーネは以下の通り。括弧内のBLはベッルーノ県所属を示す。
- カナーレ・ダーゴルド (BL)
- カナール・サン・ボーヴォ
- チェジオマッジョーレ (BL)
- ファルカーデ (BL)
- ゴザルド (BL)
- イメール
- メッツァーノ
- モエーナ
- プレダッツォ
- サグロン・ミス
- タイボーン・アゴルディーノ (BL)

## 行政

### 分離集落
プリミエーロ・サン・マルティーノ・ディ・カストロッツァには、以下の分離集落（フラツィオーネ）がある。
- Fiera di Primiero (sede comunale), Nolesca, Passo Rolle, Pieve, San Martino di Castrozza, Siror, Tonadico, Transacqua